# Ramón Morales
Ramón Morales Higuera (født 10. oktober 1975 i La Piedad, Mexico) er en tidligere mexicansk fodboldspiller (venstre midtbane).
Morales karriere er primært associeret med hans 11 sæsoner lange ophold hos Chivas Guadalajara. Her spillede han fra 1999 til 2010 og var i 2006 med til at sikre klubben det mexicanske mesterskab. Han spillede også tre sæsoner hos Chivas' ligarivaler fra CF Monterrey.
Morales spillede desuden 57 kampe og scorede fem mål for Mexicos landshold. Han repræsenterede sit land ved en lang række internationale slutrunder, heriblandt VM i 2002 i Sydkorea/Japan og VM i 2006 i Tyskland.

## Titler
Liga MX
- 2006 med Chivas Guadalajara